# Chicago (cocktail)
Pour les articles homonymes, voir Chicago (homonymie).
Un Chicago ou Chicago cocktail est un cocktail, à base de cognac (brandy), triple sec, amer, et champagne, baptisé du nom de la ville de Chicago, dans l'Illinois aux États-Unis,,,.

## Histoire
Les origines de ce cocktail baptisé du nom de Chicago (ville de l'État de l'Illinois fondée en 1770 et troisième des États-Unis par sa population) ne sont pas connues, mais la recette est servie dans de nombreux bars à cocktails et éditée dans de nombreux guides de cocktails depuis le XIXe siècle, dont The Savoy Cocktail Book, du barman Harry Craddock de 1930, ou le guide Dining in Chicago (« Dîner à Chicago ») de John Drury publié en 1931 (journaliste au Chicago Daily News)…

## Recette
Mélanger cognac, triple sec, et amer au shaker avec de la glace. Filtrer le tout sur glace (on the rocks) dans un verre à whisky (Old Fashioned glass). Compléter éventuellement avec du champagne ou du vin blanc,,,.  

## Ingrédients
- 2 doses de cognac (brandy, armagnac...)
- 1 trait de triple sec (Cointreau, Grand Marnier, curaçao...)
- 1 trait d'amer (ou d'angostura)
- Allonger au champagne ou au vin blanc

## Quelques variantes
- French Connection, Mort dans l'après-midi, Stinger, Train bleu...